# Ocneria ledereri
Ocneria ledereri is een vlinder uit de familie van de spinneruilen (Erebidae), onderfamilie donsvlinders (Lymantriinae). De wetenschappelijke naam van de 
soort is voor het eerst geldig gepubliceerd in 1869 door Millière.
Deze nachtvlinder komt voor in Europa.